# Bubenrothermühle
Die Bubenrothermühle ist ein zum Markt Dollnstein gehörender Weiler im Altmühltal im oberbayerischen Landkreis Eichstätt im Naturpark Altmühltal.

## Lage
Die Bubenrothermühle liegt am rechten Altmühl-Talrand zwischen Dollnstein und Breitenfurt an der Staatsstraße 2230 auf 396 Meter NHN.

## Ortsnamensdeutung
Der Ortsname soll die Wörter „buwo“ für Bauer und „riot“ für sumpfiger, mit Schilf bewachsener Boden beinhalten. Eine andere Deutung sieht im Ortsnamen einen Rodungsnamen, verbunden mit dem Personennamen Bubo/Pubo.

## Geschichte
Bubenroth bzw. Bubenrothermühle ist erstmals 1239 als „Pubenrade“ erwähnt, und zwar als Besitz des Augustiner-Chorherrenstiftes Rebdorf. Vermutlich ist die Mühle von einem Adelssitz in Dollnstein angelegt worden. 1305 kam „Rode“ in der Auseinandersetzung um das Hirschberger Erbe nach dem Ableben des letzten Hirschberger Grafen Gebhard VII. an den Bischof von Eichstätt. Spätestens seit dem 15. Jahrhundert wurde hier ein Eisenhammer betrieben; so stellte Johann II. von Heideck, der auf der Burg von Dollnstein saß, 1417 für den Eisenhammer einen Erbbrief für einen gewissen Peter Weißenhaar aus.
Für 1799 ist bei Johann Kaspar Bundschuh von einer „beträchtlichen Mahl- und Sägemühle“ die Rede, die zum fürstbischöflichen Pfleg- und Kastenamt Dollnstein gehörte. Zudem heißt es dort: „Es bricht in dem nah dabey stehenden Berge einer der schönsten Marmorn im ganzen Fürstenthume, er ist ungleich hoch und blaßgelb gefleckt, auch oft dentritisch, die schönste Art davon ist der grünlich-graue mit großen gelblich weißen Flecken.“
Nach der Säkularisation des Hochstifts Eichstätt gehörte die Bubenrothermühle ab 1802 zum Kurfürstentum Bayern, ab 1803 zur Herrschaft des Erzherzogs Ferdinand III., Großherzog von Toskana und Kurfürst von Salzburg, und ab 1806 zum neuen Königreich Bayern und dort ab 1808 zum Steuerdistrikt Obereichstätt. Seit dem Gemeindeedikt von 1818 war sie ein Teil der Gemeinde Breitenfurt. Die Volkszählung im Königreich Bayern am 1. Dezember 1875 erbrachte für die Mühle elf Einwohner, sieben Gebäude, vier Pferde und 23 Stück Rindvieh. Die Volkszählung vom 1. Dezember 1900 erbrachte zwölf Einwohner in zwei Wohngebäuden.
Um 1900 war gegenüber der Getreidemühle eine Gipsmühle in Betrieb. Der Gips wurde als Düngemittel verwendet. 1924 wurde die Gipsmühle abgebrochen und an ihrer Stelle ein Wohnhaus errichtet. Im Zuge der Altmühlregulierung, damals als „Altmühl-Korrektion“ bezeichnet, wurde um 1928 der Fluss begradigt und das Altmühlwehr an der Mühle gebaut. Am 30. April 1945 wurde der damalige Müller Johann Schuster von einer Wehrwolfeinheit hinterrücks erschossen. 1946 waren in einem Behelfsheim und im Wohnhaus der Müllerfamilie insgesamt zehn Heimatvertriebene untergebracht. Am 27. Oktober 1958 brach in der Bubenrothermühle ein Brand aus; das Sägewerk wurde ein Raub der Flammen, die alte Mühle konnte jedoch gerettet werden. Bis zum Februar 1959 versorgte die Mühle den Ort Breitenfurt mit Elektrizität; die wasserkraftbetriebene Stromerzeugungsanlage war 1921 errichtet worden. Der Mahlbetrieb, seit 1943 verpachtet, bestand bis 1960; das Sägewerk jedoch wurde von der Müllerfamilie Schuster bis zum Verkauf 1990 weiterbetrieben. Es besteht in anderen Händen noch heute.
Zusammen mit der Gemeinde Breitenfurt kam die Mühle im Zuge der Gebietsreform am 1. Januar 1972 zum Markt Dollnstein. 1992 starb mit Theo Schuster der letzte Bubenrother Müller.
2015 wurde auf einem Areal von einem Hektar Größe in der Nähe der Bubenrothermühle die Altmühl durch das Wasserwirtschaftsamt Ingolstadt renaturiert und damit die Altmühlaue erweitert.

## Entwicklung der Einwohnerzahl
1830: 15 (2 Wohngebäude)
1875: 11
1900: 12
1937: 07
1950: 33 (4 Wohngebäude)
1961: 21 (4 Wohngebäude)
1987: 17 (4 Wohngebäude, 6 Wohnungen)
2010: 15

## Sage
Eine Sage erzählt von Männlein, nicht größer als „Buben“, die in einer Höhle beim Burgsteinfelsen hausten und dem notleidenden Müller nachts heimlich halfen. Als sie für ihre Mühen vom Müller mit neuer Kleidung beschenkt wurden, verschwanden sie für immer.

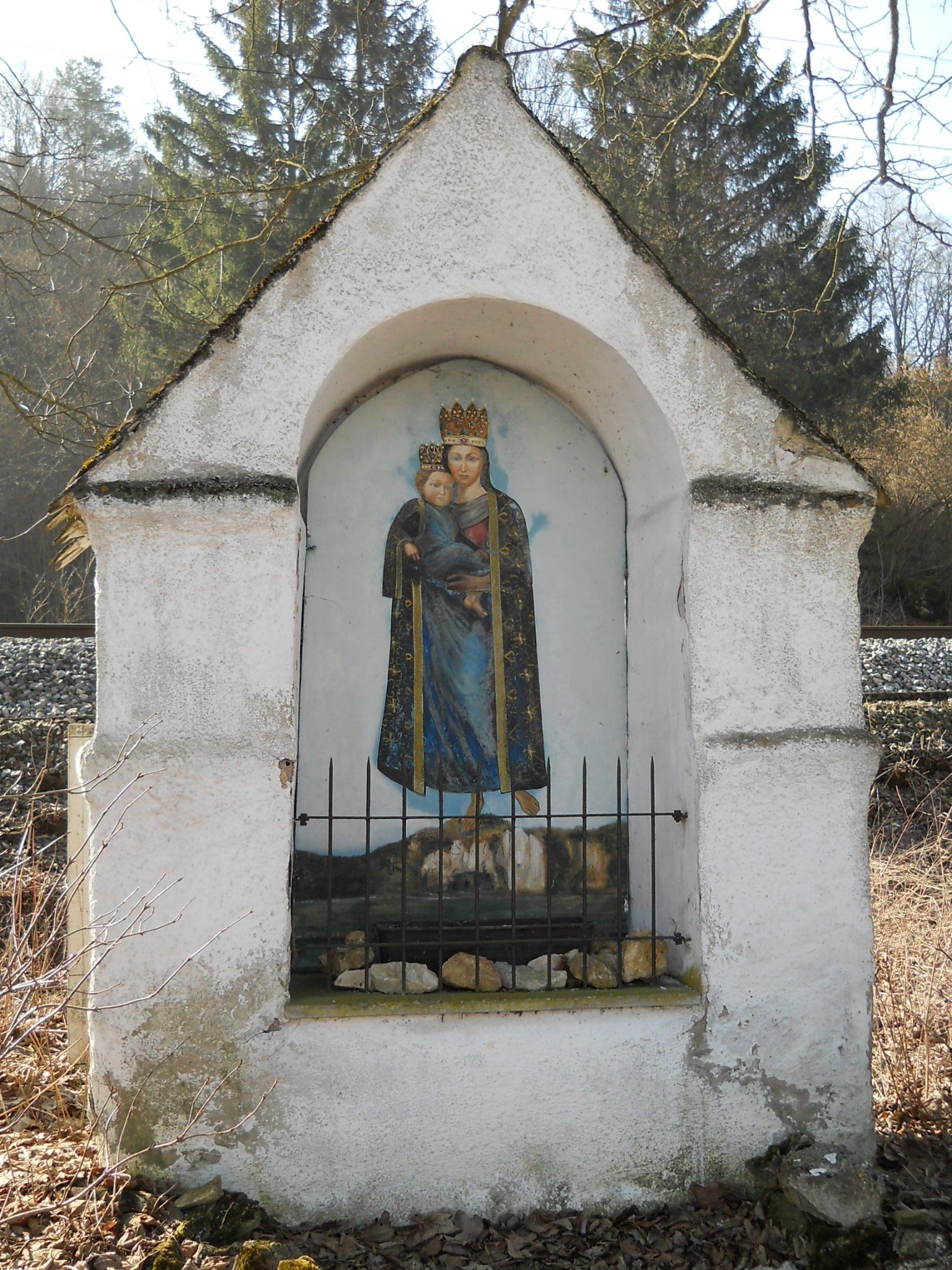
Wegkapelle bei der Mühle

## Kapelle
Nahe beim Mühlenanwesen steht in Richtung Dollnstein zwischen der Staatsstraße 2230 und der Bahnstrecke München–Treuchtlingen eine Wegkapelle. Sie ist ausgemalt und zeigt eine Muttergottes-Darstellung, die über der Felsformation des Burgsteinfelsens schwebt.

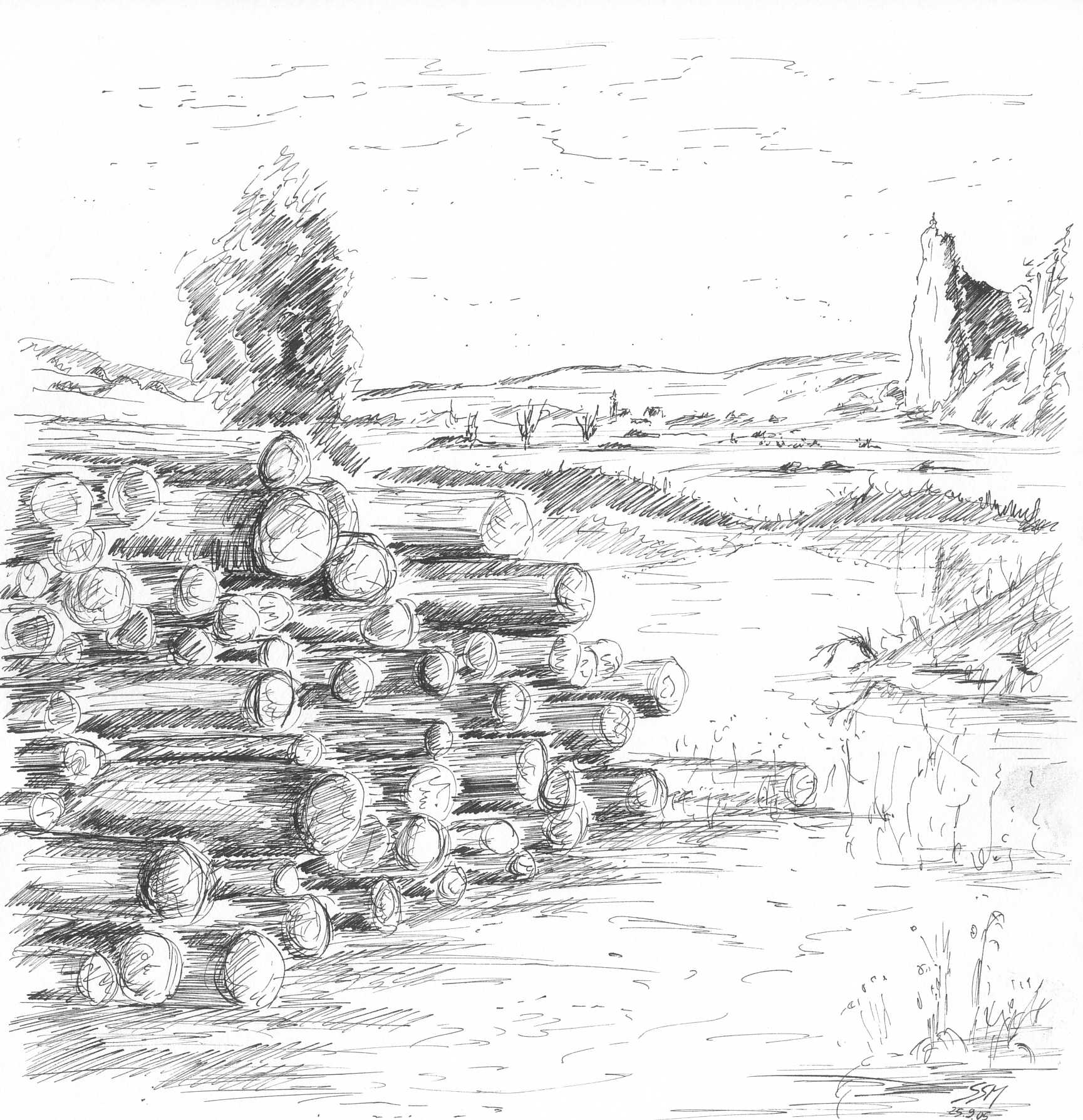
An der Bubenrothermühle im Altmühltal gegen den Burgsteinfelsen, Tuschfederzeichnung von Siegfried Schieweck-Mauk, Eichstätt

## Burgsteinfelsen
Nordwestlich der Mühle und jenseits der Altmühl wurde von der eiszeitlichen Urdonau an einem Talknick eine Felsformation herauspräpariert, von der der malerische, 45 – 50 Meter hohe Burgsteinfelsen – der Name erinnert an eine 1360 erwähnte, später abgegangene Burg Hirschstein, die zwischen Dollnstein und Breitenfurt stand, – einen überregional bekannten Kletterfelsen darstellt. Führte früher der Altmühltal-Radweg direkt unterhalb des Burgsteinfelsens vorbei, so ist er nach einem Felsabgang zur Gefahrenvermeidung weiter in den Talgrund verlegt worden.
→ Liste der Geotope im Landkreis Eichstätt
Ein weiterer Felsen, der von Kletterern geschätzt wird, ist der sogenannte Bubenrother Turm oberhalb der Mühle im bewaldeten Talhang, von Einheimischen „Mühlfelsen“ genannt.

## Wirtschaft
Auf dem Mühlenareal werden ein auf die Verarbeitung von Lärchen spezialisiertes Sägewerk und eine Schreinerei betrieben.

## Persönlichkeiten
- Franz Xaver Schuster, Müllersohn, 1901 in Eichstätt zum Priester geweiht, mit 86 Jahren † 25. August 1962 als Geistlicher Rat in Schwabach.[5]